# Liste de peintures d'Alfred Sisley
Cette page présente une liste de peintures d'Alfred Sisley (1839-1899).

## Formation
| Image | Genre          | Titre                                                         | Date      | Technique       | Dimensions       | Lieu de Conservation                                | Référence                             |
| ----- | -------------- | ------------------------------------------------------------- | --------- | --------------- | ---------------- | --------------------------------------------------- | ------------------------------------- |
|       | Nature morte   | Poisson sur un plat                                           | 1865      | huile sur toile | 45,72 × 55,88 cm | Richmond, Virginia Museum of Fine Arts              | MuséeConsulté le 1 avril 2025         |
|       | Paysage        | Allée des marronniers à La Celle-Saint-Cloud                  | 1865      | huile sur toile | 50,5 × 65,5 cm   | Charlottenlund, Ordrupgaard museum                  | KunstindeksConsulté le 9 février 2024 |
|       | Nature morte   | Le Héron aux ailes déployées                                  | 1865      | huile sur toile | 80 × 100 cm      | Montpellier, musée Fabre                            | Musée                                 |
|       | Paysage        | Lisière de la forêt de Fontainebleau                          | 1865      | huile sur toile | 129 × 208 cm     | Paris, Petit Palais                                 | Musée                                 |
|       | Paysage        | Rue de village à Marlotte                                     | 1866      | huile sur toile | 64,8 × 91,4 cm   | Galerie d'art Albright-Knox, Buffalo                | Musée                                 |
|       | Paysage        | Femmes allant au bois, paysage                                | 1866      | huile sur toile | 65 × 92 cm       | Tokyo, Musée Artizon                                | Musée                                 |
|       | Paysage        | Vue de Montmartre, depuis la Cité des Fleurs aux Batignolles  | 1869      | huile sur toile | 70 × 116 cm      | musée de Grenoble                                   | Musée                                 |
|       | Paysage        | Vue du canal Saint-Martin                                     | 1870      | huile sur toile | 50 × 65 cm       | Paris, musée d'Orsay                                | Musée                                 |
|       | Paysage        | Péniches sur le Canal Saint-Martin                            | 1870      | huile sur toile | 50 × 65 cm       | Musée Oskar Reinhart, Winterthour                   | Musée                                 |
|       | Paysage        | Le Potager                                                    | 1872      | huile sur toile | 50 × 65,5 cm     | Fort Worth, musée d'Art Kimbell                     | Musée                                 |
|       | Paysage        | Pêcheurs étendant leurs filets                                | 1872      | huile sur toile | 42 × 65 cm       | Fort Worth, musée d'Art Kimbell                     | Musée                                 |
|       | Paysage        | Le Pont à Villeneuve-la-Garenne                               | 1872      | huile sur toile | 49,5 × 65,4 cm   | New York, Metropolitan Museum of Art                | Musée                                 |
|       | Paysage        | Port-Marly, gelée blanche                                     | 1872      | huile sur toile | 46 × 65 cm       | Palais des Beaux-Arts de Lille                      | Musée                                 |
|       | Paysage        | Route de Saint-Germain à Marly-le-Roi                         | 1872      | huile sur toile | 46,4 × 61 cm     | San Antonio, Mc Nay Art museum                      | Musée                                 |
|       | Paysage        | La Seine à Argenteuil                                         | 1872      | huile sur toile | 50 × 60 cm       | Aix-les-Bains, musée Faure                          | Musée                                 |
|       | Paysage        | Le Canal Saint-Martin                                         | 1872      | huile sur toile | 38 × 46,5 cm     | Paris, musée d'Orsay                                | Musée                                 |
|       | Paysage        | Passerelle d'Argenteuil                                       | 1872      | huile sur toile | 39 × 60 cm       | Paris, musée d'Orsay                                | Musée                                 |
|       | Paysage        | Rue de la Chaussée à Argenteuil                               | 1872      | huile sur toile | 46,5 × 66 cm     | Paris, musée d'Orsay                                | Musée                                 |
|       | Paysage        | L'Île Saint-Denis                                             | 1872      | huile sur toile | 50,5 × 65 cm     | Paris, musée d'Orsay                                | Musée                                 |
|       | Paysage        | Villeneuve-la-Garenne                                         | 1872      | huile sur toile | 59 × 80 cm       | Saint-Pétersbourg, musée de l'Ermitage              | Musée                                 |
|       | Paysage        | La Grand-Rue à Argenteuil                                     | 1872      | huile sur toile | 65 × 46 cm       | Château de Norwich                                  | ARTUK                                 |
|       | Paysage        | Boulevard Héloïse, Argenteuil                                 | 1872      | huile sur toile | 39 × 59 cm       | Washington, National Gallery of Art                 | Musée                                 |
|       | Paysage        | Le Bac de l'île de la Loge, inondation                        | 1873      | huile sur toile | 45 × 60 cm       | Copenhague, Ny Carlsberg Glyptotek                  | Kunstindeks                           |
|       | Paysage        | Paysage à Louveciennes                                        | 1873      | huile sur toile | 54 × 73 cm       | Musée national de l'Art occidental, Tokyo           | Musée                                 |
|       | Paysage        | La Machine de Marly                                           | 1873      | huile sur toile | 45 × 64,5 cm     | Copenhague, Ny Carlsberg Glyptotek                  | Kunstindeks                           |
|       | Paysage        | Les Sillons                                                   | 1873      | huile sur toile | 45,5 × 64,5 cm   | Copenhague, Ny Carlsberg Glyptotek                  | Kunstindeks                           |
|       | Paysage        | Champs de blé sur les hauteurs d'Argenteuil                   | 1873      | huile sur toile | 50,4 × 72,9 cm   | Kunsthalle de Hambourg                              | Musée                                 |
|       | Paysage        | L'Automne : bords de la Seine près de Bougival                | 1873      | huile sur toile | 46,3 × 61,8 cm   | Musée des beaux-arts de Montréal                    | Musée                                 |
|       | Paysage        | L'Inondation. La Seine à Bougival                             | 1873      | huile sur toile | 50 × 65,5 cm     | Charlottenlund, Ordrupgaard museum                  | Musée                                 |
|       | Paysage        | Paysage (Printemps à Bougival)                                | vers 1873 | huile sur toile | 40,6 × 57,2 cm   | Philadelphia Museum of Art                          | Musée                                 |
|       | Paysage        | L'Île de la Grande Jatte                                      | 1873      | huile sur toile | 50,5 × 65 cm     | Paris, musée d'Orsay                                | Musée                                 |
|       | Paysage        | Louveciennes. Sentier de la Mi-côte                           | 1873      | huile sur toile | 38 × 46,5 cm     | Paris, musée d'Orsay                                | Musée                                 |
|       | Paysage        | Le Chemin de la Machine, Louveciennes                         | 1873      | huile sur toile | 54,5 × 73 cm     | Paris, musée d'Orsay                                | Musée                                 |
|       | Paysage        | Bateaux à l'écluse de Bougival                                | 1873      | huile sur toile | 46 × 65 cm       | Paris, musée d'Orsay                                | Musée                                 |
|       | Paysage        | La Seine à Bougival                                           | 1873      | huile sur toile | 46,2 × 65,2 cm   | Paris, musée d'Orsay                                | Musée                                 |
|       | Paysage        | Paysage avec maisons                                          | 1873      | huile sur toile | 45,7 × 61,2 cm   | Strasbourg, Musée d'Art moderne                     | Base Joconde                          |
|       | Paysage        | La Gelée à Louveciennes                                       | 1873      | huile sur toile | 46 × 61 cm       | Moscou, musée des Beaux-Arts Pouchkine              | Musée                                 |
|       | Paysage        | Route de Louveciennes                                         | 1873-1874 | huile sur toile | 46 × 56 cm       | Bruxelles, musées royaux des beaux-arts de Belgique | Musée                                 |
|       | Paysage        | Le Chemin de l'Étarché sous la neige à Louveciennes           | 1874      | huile sur toile | 45,72 × 55,88 cm | Washington, Phillips Collection                     | Musée                                 |
|       | Paysage        | Le Champ de trèfle                                            | 1874      | huile sur toile | 54 × 73 cm       | Stuttgart, Staatsgalerie                            | Musée                                 |
|       | Paysage        | L'Aqueduc de Marly                                            | 1874      | huile sur toile | 54 × 81 cm       | Musée d'art de Toledo                               | Musée                                 |
|       | Paysage        | Paysage d'hiver à Louveciennes                                | 1874      | huile sur toile | 55 × 66 cm       | Avignon, musée Angladon                             | Musée                                 |
|       | Paysage        | La Neige à Louveciennes                                       | 1874      | huile sur toile | 46 × 56 cm       | Institut Courtauld, Londres                         | Musée                                 |
|       | Paysage        | Effet de neige à Louveciennes                                 | 1874      | huile sur toile | 54 × 65 cm       | Collection privée, Vente 2017                       | Catalogue Sotheby's                   |
|       | Paysage        | La Route de Mantes                                            | 1874      | huile sur toile | 38 × 55,5 cm     | Paris, Musée du Louvre                              | Musée                                 |
|       | Paysage        | Le Brouillard, Voisins                                        | 1874      | huile sur toile | 50,5 × 65 cm     | Paris, musée d'Orsay                                | Musée                                 |
|       | Paysage        | Village de Voisins                                            | 1874      | huile sur toile | 38 × 47 cm       | Paris, musée d'Orsay                                | Musée                                 |
|       | Paysage        | Les Régates à Moseley                                         | 1874      | huile sur toile | 66 × 91,5 cm     | Paris, musée d'Orsay                                | Musée                                 |
|       | Paysage        | L'Église de Noisy-le-Roi, effet d'automne                     | 1874      | huile sur toile | 46 × 61 cm       | Glasgow, collection Burrell                         | ArtUK                                 |
|       | Paysage        | La Route de Hampton Court à Molesey                           | 1874      | huile sur toile | 38,8 × 55,8 cm   | Munich, Neue Pinakothek                             | Musée                                 |
|       | Paysage        | La Tamise à Hampton Court                                     | 1874      | huile sur toile | 38,1 × 55,2 cm   | Williamstown, Clark Art Institute                   | Musée                                 |
|       | Paysage        | Sous le pont de Hampton Court                                 | 1874      | huile sur toile | 50 × 76 cm       | Musée des beaux-arts de Winterthour                 | Musée                                 |
|       | Paysage        | Le Pont de Hampton Court                                      | 1874      | huile sur toile | 46 × 61 cm       | Musée Wallraf-Richartz, Cologne                     | Patrimoine de Cologne                 |
|       | Paysage        | La Terrasse à Saint-Germain, Printemps                        | 1874      | huile sur toile | 74 × 100 cm      | Baltimore, Walters Art Museum                       | Musée                                 |
|       | Paysage        | Les Coteaux de Bougival                                       | 1875      | huile sur toile | 50,2 × 59,7 cm   | Ottawa, Musée des beaux-arts du Canada              | Musée                                 |
|       | Paysage        | La Route qui tourne ou Vue de la Seine                        | 1875      | huile sur toile | 38 × 61 cm       | Collection privée                                   | Bridgeman                             |
|       | Paysage        | Le Parc                                                       | 1875      | huile sur toile | 60 × 73 cm       | Collection privée, Vente 2013                       | Mutualart                             |
|       | Paysage        | La Seine à Port-Marly, tas de sable                           | 1875      | huile sur toile | 54 × 74 cm       | Art Institute of Chicago                            | Musée                                 |
|       | Paysage        | L'Abreuvoir à Marly-Le-Roi, gelée blanche                     | 1875      | huile sur toile | 38 × 55 cm       | Richmond, musée des beaux-arts de Virginie          | Musée                                 |
|       | Paysage        | Route contournant l'abreuvoir de Marly-le-Roi, temps de neige | 1875      | huile sur toile | 46 × 55 cm       | Collection Emil Bührle, Zurich                      | Musée                                 |
|       | Paysage        | La Prairie                                                    | 1875      | huile sur toile | 55 × 73 cm       | Washington, National Gallery of Art                 | Musée                                 |
|       | Paysage        | Le Chemin de Montbuisson à Louveciennes                       | 1875      | huile sur toile | 46 × 61 cm       | Paris, musée de l'Orangerie                         | Musée                                 |
|       | Paysage        | La Forge à Marly-le-Roi                                       | 1875      | huile sur toile | 55 × 73 cm       | Paris, musée d'Orsay                                | Musée                                 |
|       | Paysage        | La Neige à Louveciennes                                       | 1875      | huile sur toile | 61 × 50 cm       | Paris, musée d'Orsay                                | Musée                                 |
|       | Paysage        | La Neige à Marly-le-Roi                                       | 1875      | huile sur toile | 46,5 × 56 cm     | Paris, musée d'Orsay                                | Musée                                 |
|       | Paysage        | Les Lavandières à Bougival                                    | 1875      | huile sur toile | 46 × 61 cm       | Kunsthaus de Zurich                                 |                                       |
|       | Paysage        | La Route de Versailles                                        | 1875      | huile sur toile | 47 × 38 cm       | Paris, musée d'Orsay                                | Musée                                 |
|       | Paysage        | Paysage de la vallée de la Seine                              | 1875      | huile sur toile | 66 × 92 cm       | Musée des Beaux-Arts de Rennes                      | Musée                                 |
|       | Nature morte   | Nature morte, raisins et noix                                 | 1876      | huile sur toile | 38 × 55 cm       | Musée des beaux-arts de Boston                      | Musée                                 |
|       | Nature morte   | Nature morte, pommes et raisins                               | 1876      | huile sur toile | 46 × 61 cm       | Clark Art Institute, Williamstown                   | Musée                                 |
|       | Paysage        | Hiver à Louveciennes                                          | 1876      | huile sur toile | 59,2 × 73 cm     | Stuttgart, Staatsgalerie                            | Musée                                 |
|       | Paysage        | Sous la neige : cour de ferme à Marly-le-Roi                  | 1876      | huile sur toile | 38 × 56 cm       | Musée d'Orsay, Paris                                | Musée                                 |
|       | Paysage        | En hiver, effet de neige                                      | 1876      | huile sur toile | 46 × 55 cm       | Palais des Beaux-Arts de Lille                      | Musée                                 |
|       | Paysage        | L'Inondation à Port-Marly                                     | 1876      | huile sur toile | 50 × 61 cm       | Madrid, Musée Thyssen-Bornemisza                    | Musée                                 |
|       | Paysage        | Une rue à Marly                                               | 1876      | huile sur toile | 50 × 65 cm       | Kunsthalle de Mannheim                              | Musée                                 |
|       | Paysage        | Vue de Marly-le-Roi, effet de soleil                          | 1876      | huile sur toile | 54,2 × 73,2 cm   | Toronto, Musée des beaux-arts de l'Ontario          | Musée                                 |
|       | Paysage        | Les lavandières                                               | 1876      | huile sur toile | 54 × 73 cm       | Collection privée                                   | Artnet                                |
|       | Paysage        | La Seine à Bougival                                           | 1876      | huile sur toile |                  | New York, Metropolitan Museum of Art                | Musée                                 |
|       | Paysage        | La Seine à Port-Marly                                         | 1876      | huile sur toile | 59,6 × 74,5 cm   | Musée des beaux-arts de Lyon                        | Musée                                 |
|       | Paysage        | L'Inondation à Port-Marly                                     | 1876      | huile sur toile | 60 × 81 cm       | Paris, musée d'Orsay                                | Musée                                 |
|       | Paysage        | L'Inondation à Port-Marly                                     | 1876      | huile sur toile | 46 × 56 cm       | Cambridge, Fitzwilliam Museum                       | Musée                                 |
|       | Paysage        | La Barque pendant l'inondation, Port-Marly                    | 1876      | huile sur toile | 50,4 × 61 cm     | Paris, musée d'Orsay                                | Musée                                 |
|       | Paysage        | La Barque pendant l'inondation à Port-Marly                   | 1876      | huile sur toile | 50,5 × 61,5 cm   | Musée des beaux-arts de Rouen                       | Base Joconde                          |
|       | Scène de genre | Les Scieurs de long                                           | 1876      | huile sur toile | 51 × 65,5 cm     | Paris, Petit Palais                                 | Paris Musées                          |
|       | Paysage        | L'Eté à Argenteuil (A Bougival)                               | 1876      | huile sur toile | 47 × 62 cm       | Collection Emil Bührle, Zurich                      | Musée                                 |
|       | Paysage        | La Place du Chenil à Marly, effet de neige                    | 1876      | huile sur toile | 50 × 61,5 cm     | Musée des beaux-arts de Rouen                       | Base Joconde                          |
|       | Paysage        | Une rue à Louveciennes                                        | vers 1876 | huile sur toile | 55,5 × 46 cm     | Paris, musée d'Orsay                                | Musée                                 |
|       | Paysage        | La Côte du Cœur-Volant à Marly sous la neige                  | 1876-1877 | huile sur toile | 45,5 × 55,5 cm   | Paris, musée d'Orsay                                | Musée                                 |
|       | Paysage        | Péniches déchargées à Billancourt                             | 1877      | huile sur toile | 50 × 65 cm       | Charlottenlund, Ordrugaard museum                   | Kunstindeks                           |
|       | Paysage        | La Seine à Billancourt                                        | 1877      | huile sur toile | 45,7 × 54,9 cm   | Philadelphia Museum of Art                          | Musée                                 |
|       | Paysage        | Bateau sur la Seine                                           | 1877      | huile sur toile | 37 × 44 cm       | Courtauld Gallery, Londres                          | Musée                                 |
|       | Paysage        | La Seine au point du jour                                     | 1877      | huile sur toile | 38,2 × 46,2 cm   | Le Havre , Musée André-Malraux                      | Base Joconde                          |
|       | Paysage        | Saint-Cloud                                                   | 1877      | huile sur toile | 50,5 × 65,5 cm   | Paris, musée du Louvre                              | Base Joconde                          |
|       | Paysage        | La Seine à Suresnes                                           | 1877      | huile sur toile | 60,3 × 73,5 cm   | Paris, musée d'Orsay                                | Musée                                 |
|       | Paysage        | Pont de Sèvres                                                | 1877      | huile sur toile | 38 × 46 cm       | Galerie nationale de Prague                         | Musée                                 |
|       | Paysage        | Les Péniches à Billancourt                                    | 1877      | huile sur toile | 46 × 56 cm       | Saint-Pétersbourg, musée de l'Ermitage              | Musée                                 |
|       | Paysage        | Les Berges de l'Oise                                          | 1877-1878 | huile sur toile | 54 × 65 cm       | Washington, National Gallery of Art                 | Musée                                 |
|       | Paysage        | Le Repos au bord d'un ruisseau. Lisière de bois               | 1878      | huile sur toile |                  | Paris, musée d'Orsay                                | Musée                                 |
|       | Paysage        | Promenade des marronniers                                     | 1878      | huile sur toile | 52 × 62 cm       | Collection privée, Vente 2006                       | Catalogue Christie's                  |
|       | Paysage        | La Seine à Billancourt                                        | 1879      | huile sur toile | 60 × 73 cm       | Kunsthalle de Hambourg                              | Musée                                 |
|       | Paysage        | Lignes d'amarrage, effet de neige à Saint-Cloud               | 1879      | huile sur toile | 37,5 × 45,7 cm   | Philadelphia Museum of Art                          | Musée                                 |
|       | Paysage        | Printemps pluvieux aux environs de Paris                      | 1879      | huile sur toile | 46 × 55 cm       | Musée des beaux-arts de Nantes                      | Musée d'Orsay                         |
|       | Paysage        | Printemps aux environs de Paris, pommiers en fleurs           | 1879      | huile sur toile | 47 × 62 cm       | Musée Marmottan                                     | Musée                                 |
|       | Paysage        | Bord de Seine en automne                                      | 1879      | huile sur toile | 46 × 65 cm       | Francfort-sur-le-Main, Städel                       | Musée                                 |
|       | Paysage        | La Manufacture de Sèvres                                      | 1879      | huile sur toile | 60 × 73 cm       | Collection privée, Vente 2005                       | Catalogue Christie's                  |

## À Moret. La Reconnaissance
| Image | Genre        | Titre                                                                   | Date      | Technique       | Dimensions      | Lieu de Conservation                                | Référence                |
| ----- | ------------ | ----------------------------------------------------------------------- | --------- | --------------- | --------------- | --------------------------------------------------- | ------------------------ |
|       | Paysage      | Après la débâcle, la Seine au pont de Suresnes                          | 1880      | huile sur toile | 46 × 65 cm      | Palais des beaux-arts de Lille                      | Musée                    |
|       | Paysage      | Le Chemin des Petits-Prés à By. Temps d'orage                           | 1880      | huile sur toile | 54,7 × 73,5 cm  | Musée d'Art et d'Histoire de Meudon                 | Musée d'Orsay            |
|       | Paysage      | Le Bois des Rochers                                                     | 1880      | huile sur toile | 73 × 55,5 cm    | Paris, musée du Louvre                              | Base Joconde             |
|       | Paysage      | Vent et Soleil                                                          | 1880      | huile sur toile | 55,8 × 38,5 cm  | Milan, Galerie d'art moderne                        | Google Arts              |
|       | Paysage      | Le Chemin du Vieux Ferry à By                                           | 1880      | huile sur toile | 50 × 65 cm      | Londres, National Gallery                           | Musée                    |
|       | Paysage      | Les Petits Prés au printemps                                            | 1880-1881 | huile sur toile | 54 × 73 cm      | Londres, National Gallery                           | Musée                    |
|       | Paysage      | Chemin de By au bois des Roches-Courtaut – Été de la Saint-Martin       | 1881      | huile sur toile | 53 × 72 cm      | Musée des beaux-arts de Montréal                    | Musée                    |
|       | Paysage      | La Plaine de Veneux-Nadon                                               | 1881      | huile sur toile | 50,5 × 65,3 cm  | Musée des beaux-arts de Montréal                    | Musée                    |
|       | Paysage      | Le Pont de Saint-Mammès                                                 | 1881      | huile sur toile | 54,6 × 73,2 cm  | Philadelphia Museum of Art                          | Musée                    |
|       | Paysage      | Vue de Saint-Mammès                                                     | 1881      | huile sur toile | 54,6 × 74 cm    | Pittsburgh, Carnegie Museum of Art                  | Musée                    |
|       | Paysage      | La Seine, vue des coteaux de By                                         | 1881      | huile sur toile | 38,3 × 55,5 cm  | Musée des Beaux-Arts d'Angers                       | Musée d'Orsay MBA Angers |
|       | Paysage      | Un verger au printemps, By                                              | 1881      | huile sur toile |                 | Rotterdam, Musée Boijmans Van Beuningen             | Musée                    |
|       | Paysage      | Lavandières, près de Champagne                                          | 1882      | huile sur toile | 48,9 × 72,4 cm  | Ottawa, Musée des beaux-arts du Canada              | Musée                    |
|       | Paysage      | Moret, le chantier naval à Matrat                                       | 1882      | huile sur toile | 38,4 × 56,2 cm  | Beauvais, musée de l'Oise                           | Musée                    |
|       | Paysage      | Un coin de bois aux Sablons                                             | 1883      | huile sur toile | 60,5 × 73,5 cm  | Paris, musée d'Orsay                                | Musée                    |
|       | Paysage      | Les Bords du Loing vers Moret                                           | 1883      | huile sur toile | 50 × 73 cm      | Toulouse, Fondation Bemberg                         | RMN                      |
|       | Paysage      | Le Remorqueur, le Loing à Saint-Mammès                                  | vers 1883 | huile sur toile | 54,5 × 73,5 cm  | Paris, Petit Palais                                 | Musée                    |
|       | Paysage      | Saint Mammès, avant l'été                                               | vers 1883 | huile sur toile | 49 × 65 cm      | Collection privée, Vente 2012                       | Catalogue Christie's     |
|       | Paysage      | Cour de ferme à Saint-Mammès                                            | 1884      | huile sur toile | 73,9 × 92,9 cm  | Paris, musée d'Orsay                                | Musée                    |
|       | Paysage      | Matinée de juin à Saint-Mammès                                          | 1884      | huile sur toile | 55 × 73 cm      | Tokyo, musée d'art Bridgestone                      | Musée                    |
|       | Paysage      | Matin de septembre près de Saint-Mammès et les hauteurs de Veneux-Nadon | 1884      | huile sur toile | 54 × 72,5 cm    | Charlottenlund, Ordrugaard museum                   | Musée                    |
|       | Paysage      | Saint-Mammès - le matin                                                 | 1884      | huile sur toile | 63,5 × 87,6 cm  | Musée d'Art du comté de Los Angeles                 | Musée                    |
|       | Paysage      | Paysage, rivière Les Coteaux de la Celle, vue de Saint-Mammès           | 1884      | huile sur toile | 65 × 92 cm      | Strasbourg, Musée d'Art moderne                     | Musée d'Orsay            |
|       | Paysage      | Le Canal de Saint-Mammès                                                | 1885      | huile sur toile | 55,2 × 73,7 cm  | Philadelphia Museum of Art                          | Musée                    |
|       | Paysage      | Bords du Loing                                                          | 1885      | huile sur toile | 55,1 × 73,3 cm  | Philadelphia Museum of Art                          | Musée                    |
|       | Paysage      | À la lisière du bois/Paysage. Printemps                                 | 1885      | huile sur toile | 53 × 72 cm      | Bruxelles, Musées royaux des beaux-arts de Belgique | Musée                    |
|       | Paysage      | Vue de village                                                          | 1885      | huile sur toile | 38 × 56 cm      | Collection privée, Vente 2021                       | Catalogue Christie's     |
|       | Paysage      | L'Abri à bateaux                                                        | 1885      | huile sur toile | 46 × 56 cm      | Charlottenlund, Ordrugaard museum                   | Musée                    |
|       | Paysage      | Le Loing à Saint-Mammès                                                 | 1885      | huile sur toile | 55 × 73,2 cm    | Le Havre , Musée André-Malraux                      | Musée                    |
|       | Paysage      | La Seine à Saint-Mammès                                                 | 1885      | huile sur toile | 54,5 × 73,5 cm  | Paris, musée d'Orsay                                | Musée                    |
|       | Paysage      | Lisière de forêt au printemps                                           | 1885      | huile sur toile | 60,5 × 73,5 cm  | Paris, musée d'Orsay                                | Musée                    |
|       | Paysage      | Le Pont de Moret, effet d’orage                                         | 1887      | huile sur toile | 51 × 63 cm      | Le Havre , musée André-Malraux                      | Musée                    |
|       | Paysage      | Matinée de septembre                                                    | 1887-1888 | huile sur toile | 54 × 73 cm      | Musée des Beaux-Arts d'Agen                         | Musée                    |
|       | Nature morte | Un brochet du Loing                                                     | 1888      | huile sur toile | 31 × 65 cm      | Kunsthalle de Hambourg                              | Musée                    |
|       | Paysage      | Moret, vue du Loing - après-midi de Mai                                 | 1888      | huile sur toile | 50 × 65 cm      | Collection privée, Vente 2006                       | Mutualart                |
|       | Paysage      | Un après-midi à Moret, fin octobre                                      | 1888      | huile sur toile | 54 × 73 cm      | Madrid, Musée Thyssen-Bornemisza                    | Musée                    |
|       | Paysage      | Printemps, Trembles et acacias                                          | 1889      | huile sur toile | 60,1 × 73,1 cm  | Paris, musée d'Orsay                                | Musée                    |
|       | Paysage      | Allée de peupliers aux environs de Moret-sur-Loing                      | 1889      | huile sur toile | 62 × 81 cm      | Paris, musée d'Orsay                                | Musée                    |
|       | Paysage      | Meule sur les bords du Loing                                            | 1890      | huile sur toile | 66 × 93 cm      | Douai, musée de la Chartreuse                       | Webmuseo                 |
|       | Paysage      | Le Pont de Moret-sur-Loing                                              | 1891      | huile sur toile | 59,7 × 72,4 cm  | Philadelphia Museum of Art                          | Musée                    |
|       | Paysage      | Le Méandre du Loing                                                     | 1893      | huile sur toile | 66 × 92 cm      | Barcelone, Museu Nacional d'Art de Catalunya        | Musée                    |
|       | Paysage      | Les Bords du canal à Moret-sur-Loing                                    | 1892      | huile sur toile | 60,5 × 73 cm    | Musée des beaux-arts de Nantes                      | Musée                    |
|       | Paysage      | Le Loing au dessous du pont de Moret                                    | 1892      | huile sur toile | 74 × 92 cm      | Collection privée, Vente 2017                       | Mutualart                |
|       | Paysage      | Le Canal du Loing                                                       | 1892      | huile sur toile | 73,5 × 92,5 cm  | Paris, musée d'Orsay                                | Musée                    |
|       | Paysage      | Moret, bords du Loing                                                   | 1892      | huile sur toile | 62 × 81 cm      | Paris, musée d'Orsay                                | Musée                    |
|       | Paysage      | Chemin montant au soleil                                                | 1893      | huile sur toile | 59 × 52,8 cm    | Musée des beaux-arts de Rouen                       | Musée                    |
|       | Paysage      | Le Pont de Moret                                                        | 1893      | huile sur toile | 73,5 × 92 cm    | Paris, musée d'Orsay                                | Musée                    |
|       | Paysage      | L'Église de Moret, temps de gelée (plein soleil)                        | 1893      | huile sur toile | 67 × 81,5 cm    | Musée des beaux-arts de Rouen                       | Base Joconde             |
|       | Paysage      | L'Église de Moret au soleil du matin                                    | 1893      | huile sur toile | 81 × 65 cm      | Kunstmuseum Winterthur                              | Musée                    |
|       | Paysage      | L'Église de Moret, temps pluvieux le matin                              | 1893      | huile sur toile | 81 × 65 cm      | Fondation Langmatt, Baden (Suisse)                  | Musée                    |
|       | Paysage      | L'Église de Moret, temps pluvieux, le matin                             | 1893      | huile sur toile | 81,3 × 65,9 cm  | Hunterian Museum and Art Gallery, Glasgow           | Musée                    |
|       | Paysage      | L'Église de Moret, le soir                                              | 1894      | huile sur toile | 101 × 82 cm     | Petit Palais, Paris                                 | Musée                    |
|       | Paysage      | L'Église de Moret, après la pluie                                       | 1894      | huile sur toile | 73 × 60,5 cm    | Detroit Institute of Arts                           | Musée                    |
|       | Paysage      | L'Église de Moret et le vieux marché                                    | 1894      | huile sur toile | 55 × 46 cm      | Avignon, musée Calvet                               | Musée                    |
|       | Paysage      | La Seine à la Bouille, coup de vent                                     | 1894      | huile sur toile | 81 × 100 cm     | Musée des beaux-arts de Rouen                       | Base Joconde             |
|       | Paysage      | Le Sentier du bord de l'eau à Sahurs, le soir                           | 1894      | huile sur toile | 81,5 × 100,5 cm | Musée des beaux-arts de Rouen                       | Base Joconde             |
|       | Paysage      | Une clairière dans la forêt                                             | 1895      | huile sur toile | 56 × 65 cm      | Madrid, Musée Thyssen-Bornemisza                    | Musée                    |

## Dernières années. La Misère
| Image | Genre   | Titre                                        | Date | Technique       | Dimensions     | Lieu de Conservation              | Référence    |
| ----- | ------- | -------------------------------------------- | ---- | --------------- | -------------- | --------------------------------- | ------------ |
|       | Paysage | Péniches sur le canal du Loing, au printemps | 1896 | huile sur toile | 54 × 65 cm     | Charlottenlund, Ordrugaard museum | Musée        |
|       | Paysage | Un tournant du Loing. Été                    | 1896 | huile sur toile | 54 × 65 cm     | Madrid, Musée Thyssen-Bornemisza  | Musée        |
|       | Paysage | La Rade de Cardiff                           | 1897 | huile sur toile | 54,1 × 65,4 cm | Musée des Beaux-Arts de Reims     | Musée        |
|       | Paysage | Côtes du Pays de Galles dans la brume        | 1897 | huile sur toile | 65,5 × 92 cm   | Musée des beaux-arts de Rouen     | Base Joconde |
|       | Paysage | Lady's cove, Pays de Galles                  | 1897 | huile sur toile | 45,8 × 61 cm   | Musée des beaux-arts de Rouen     | Musée        |
|       | Paysage | La Baie de Langland, Storr's Rock, Matin     | 1897 | huile sur toile | 65 × 81 cm     | Musée des Beaux-Arts de Berne     | Musée        |

## Dates non documentées
| Image | Genre   | Titre                                   | Date | Technique       | Dimensions | Lieu de Conservation                | Référence |
| ----- | ------- | --------------------------------------- | ---- | --------------- | ---------- | ----------------------------------- | --------- |
|       | Paysage | Paysage, champs, plaine de Veneux-Nadon |      | huile sur toile | 54 × 73 cm | Musée Rimbaud, Charleville-Mézières | Musée     |